# VLAST
VLAST는 대한민국의 연예 기획사이다.
VFX 기술 회사로. 사명의 VLAST는 폭발이란 뜻의 'blast'의 'b'를 'virtual'의 'v'로 바꾼 것으로 보인다.
본사는 서울특별시 마포구 월드컵북로 44-1, 3층에 있다.

## 소속 연예인
- 플레이브